# 楊大正
楊家濬（1984年8月24日—），藝名楊大正，臺灣創作歌手及演員，滅火器樂團的主唱。金曲、金鐘獎為的得主。他是唱片廠牌「火氣音樂」的共同創辦人，是台灣三金藝人，曾獲得金曲獎和金鐘獎。

## 生平
楊家濬出生於高雄市的外省家庭，父系具有客家背景。

## 個人生活
楊大正2013年與鄭宜農結婚。2016年1月，鄭宜農宣布出櫃，雙方已於1月底簽字離婚。
2016年11月，楊大正跟李雯蕙登記結婚。2017年11月兩人迎來一女。2025年2月，楊大正公布雙方已於2024年11月1日正式完成離婚手續。

## 新聞事件
2019年3月24日，大港開唱擔任第二天壓軸，主唱楊大正提到台北市長柯文哲自曝反同婚公投，盛怒之下爆粗口辱罵：「昨天有個市長說他在同志婚姻投下反對票，我要說，我X你娘咧」，台北市長柯文哲本人回應：「沒辦法！第一點，人家罵你，每天罵我們的很多，第二點，人家修養不好你想怎樣，除非你要告他或幹什麼，不然就算了啊」，之前邀請反同還試圖刪同志公民運動預算台北市市議員王世堅滅火器說希望透過合作溝通

，被指責雙重標準。

## 音樂作品
- 專輯詳細資訊請參見滅火器樂團作品列表

### 錄音室專輯
| 發行年分 | 發行日期                                       | 專輯名稱                       | 唱片公司          | 銷售量 |
| 2007年   | 2007年7月10日                                  | 《Let's Go!》                  | 有料音樂          |        |
| 2009年   | 2009年10月1日                                  | 《海上的人》                   | 有料音樂          |        |
| 2013年   | 2013年5月7日                                   | 《再會！青春》                 | 有料音樂          |        |
| 2016年   | 2016年3月25日                                  | 《REBORN》                     | 火氣音樂/相知國際 |        |
| 2019年   | 2019年12月5日 （數位） 2019年12月10日 （實體） | 《無名英雄》                   | 火氣音樂          |        |
| 2023年   | 2023年6月9日                                   | 《家和萬事興 Human Condition》 | 火氣音樂          |        |

### 精選輯
| 發行日期      | 專輯名稱       | 唱片公司           | 銷售量                               |
| 2016年6月8日  | 《REBORN》     | Space Shower Music | 296枚（2016/06/20付Oricon排名214位） |
| 2017年4月14日 | 《進擊下半場》 | 相知國際／火氣音樂 |                                      |

### 單曲
| 時間           | 單曲名稱                                                                         | 附註 |
| -------------- | -------------------------------------------------------------------------------- | --- |
| 2004年8月      | 〈逆轉歌〉                                                                       | |
| 2004年8月      | 〈Revolution〉 （页面存档备份，存于）                                            | |
| 2008年7月      | 〈我在哪裡Where Am I〉 （页面存档备份，存于）                                    | |
| 2014年3月      | 〈島嶼天光〉                                                                     | 台灣太陽花學運代表歌曲                                                                                                   |
| 2014年11月2日  | 〈Back to the world （页面存档备份，存于）〉                                     | 回沃 - 魔獸世界十週年《 德拉諾之霸 》上市宣傳歌曲                                                                        |
| 2015年7月16日  | 〈前進〉滅火器 BWS R 前進 （页面存档备份，存于）                                 | YAMAHA 2015 BW’S R 微電影主題曲                                                                                          |
| 2015年10月     | 〈Super Monkeys〉滅火器 Super Monkeys （页面存档备份，存于）                     | 2015年中華職棒總冠軍賽Lamigo桃猿隊應猿曲 同年金音創作獎現場演唱版本為「台灣戰士 Taiwan Fighters （页面存档备份，存于）」 |
| 2016年9月18日  | 〈曾經瘋狂〉滅火器 曾經瘋狂 Chen 52 Lyrics Video （页面存档备份，存于）          | 陳金鋒引退歌曲 |
| 2017年10月21日 | 〈桃猿戰士 Lamigo Fighter〉滅火器 桃猿戰士 Lamigo Fighter （页面存档备份，存于） | 2017年中華職棒總冠軍賽Lamigo桃猿隊應猿曲 部分旋律融合自日本歌手串田晃《宇宙刑事卡邦》同名動畫主題曲的旋律                |
| 2018年5月21日  | 〈更遠的前方〉滅火器 更遠的前方 （页面存档备份，存于）                           | 2018 玉山盃青棒錦標賽主題曲                                                                                              |
| 2024年10月20日 | 〈恐怖情人〉                                                                     | 與大支合唱 |
| 2024年11月11日 | 〈蓮花頭〉                                                                       | 與佑仁合唱 |

### 原聲帶
- 2007年11月：《夏天的尾巴電影原聲帶》
- 2016年2月：《燦爛時光電視劇原聲帶》

### 合輯
- 2015年 《臺灣美樂地》2015年9月11日

### 其他創作歌曲
| 歌手            | 歌名       | 作詞                   | 作曲                    | 備註             |
| --------------- | ---------- | ---------------------- | ----------------------- | ---------------- |
| 人人有功練/懂伯 | No.52      | 人人有功練/懂伯        | 楊大正、人人有功練/懂伯 | 楊大正參與合唱。 |
| 國蛋            | 進擊之路   | 楊大正、國蛋           | 楊大正、Arny            | 楊大正參與合唱。 |
| 黃子軒與山平快  | 半暝的目屎 | 楊大正、黃子軒與山平快 | 楊大正、黃子軒與山平快  | 楊大正參與合唱。 |

## 演出作品

### 長篇劇集
| 年份 | 作品名稱   | 導演           | 飾演角色           | 附註 |
| 2015 | 燦爛時光   | 鄭文堂         | 郭正興             |      |
| 2019 | 鏡子森林   | 鄭文堂         | 刑警葉順天（天哥） |      |
| 2022 | 我願意     | 吳洛纓、姜瑞智 | 趙維成             |      |
| 2026 | 都市開基祖 | 朱平           |                    |      |

### 迷你劇集
| 年份 | 作品名稱         | 導演     | 飾演角色 | 附註 |
| 2021 | 天橋上的魔術師   | 楊雅喆   | 點爸     |      |
| 2022 | 茁劇場－綠島金魂 | 北村豐晴 | 筆錄警察 |      |
| 2025 | 零日攻擊         | 蘇奕瑄   | 孫啓俊   |      |

### 電視電影
| 年份 | 作品名稱 | 導演   | 飾演角色 | 附註 |
| 2019 | 盲人阿清 | 薛朝輝 | 年輕阿清 |      |

### 電影
| 年份 | 作品名稱       | 導演   | 飾演角色 | 附註 |
| 2009 | 眼淚           | 鄭文堂 |          |      |
| 2015 | 菜鳥           | 鄭文堂 |          |      |
| 2018 | 搖滾樂殺人事件 | 游智煒 | 魔神仔   |      |
| 2022 | 流麻溝十五號   | 周美玲 | 王醫生   |      |

### 音樂劇
| 年分 | 作品名稱         | 導演   | 飾演角色 | 劇團     | 備註 |
| ---- | ---------------- | ------ | -------- | -------- | ---- |
| 2018 | 再會吧，北投     | 吳念真 | 許志宏   | 綠光劇團 |      |
| 2019 | 再會吧，北投Plus | 吳念真 | 許志宏   | 綠光劇團 |      |
| 2022 | 再會吧，北投2.0  | 吳念真 | 許志宏   | 綠光劇團 |      |
| 2022 | 我是天王星       | 汪兆謙 | 樂天     |          |      |
| 2025 | 火神的眼淚       | 黃致凱 | 林義陽   | 故事工廠 |      |

### 音樂錄影帶
| 發行年份 | 歌手                             | 歌曲       | 導演   |
| -------- | -------------------------------- | ---------- | ------ |
| 2019年   | Tizzy Bac                        | 深海怪物   | 吳仲倫 |
| 2024年   | 馬克SAVAGE.M Feat.滅火器＆阿跨面 | 無路用的人 | 鄔鶴宏 |

## 獎項紀錄
| 年份 | 屆次                      | 作品               | 獎項               | 入圍                                   | 結果 |
| ---- | ------------------------- | ------------------ | ------------------ | -------------------------------------- | ---- |
| 2009 | 第46屆金馬獎              | 《莎呦娜拉》       | 最佳原創電影歌曲   | 詞：〈眼淚〉                           | 提名 |
| 2013 | 第4屆金音創作獎           | 《再會！青春》     | 最佳樂團獎         | 《再會！青春》                         | 提名 |
| 2013 | 第4屆金音創作獎           | 《再會！青春》     | 最佳現場演出獎     | 《這牆音樂藝文展演空間(高雄駁二場館)》 | 提名 |
| 2013 | 第4屆金音創作獎           | 《再會！青春》     | 最佳搖滾專輯獎     | 《再會！青春》                         | 提名 |
| 2013 | 第4屆金音創作獎           | 《再會！青春》     | 最佳搖滾單曲獎     | 〈欲走無路〉                           | 提名 |
| 2014 | 第25屆金曲獎              | 《再會！青春》     | 最佳台語專輯獎     | 《再會！青春》                         | 提名 |
| 2014 | 第25屆金曲獎              | 《再會！青春》     | 最佳樂團獎         | 《再會！青春》                         | 提名 |
| 2014 | 第5屆金音創作獎           | 《島嶼天光》       | 最佳樂團獎         | 《島嶼天光》                           | 提名 |
| 2014 | 第5屆金音創作獎           | 《島嶼天光》       | 最佳現場演出獎     | 《衝撞未來演唱會》                     | 獲獎 |
| 2014 | 第5屆金音創作獎           | 《島嶼天光》       | 最佳搖滾單曲獎     | 〈島嶼天光〉                           | 提名 |
| 2015 | 第十屆KKBOX數位音樂風雲榜 | 島嶼天光           | 年度獨立創作精神獎 | 〈島嶼天光〉                           | 獲獎 |
| 2015 | 第26屆金曲獎              | 《島嶼天光搖滾版》 | 最佳年度歌曲獎     | 〈島嶼天光搖滾版〉                     | 獲獎 |
| 2015 | 第6屆金音創作獎           | N/A                | 最佳現場演出獎     | 《ON FIRE DAY 2014 滅火器演唱會》      | 提名 |
| 2017 | 第28屆金曲獎              | 《REBORN》         | 年度專輯獎         | 《REBORN》                             | 提名 |
| 2017 | 第28屆金曲獎              | 《REBORN》         | 最佳台語專輯獎     | 《REBORN》                             | 提名 |
| 2017 | 第8屆金音創作獎           | 《進擊下半場》     | 最佳搖滾單曲獎     | 〈長途夜車〉                           | 提名 |
| 2018 | 第29屆金曲獎              | 《進擊下半場》     | 年度歌曲獎         | 〈長途夜車〉                           | 提名 |
| 2018 | 第29屆金曲獎              | 《進擊下半場》     | 最佳單曲製作人獎   | 〈長途夜車〉                           | 提名 |
| 2018 | 第29屆金曲獎              | 《進擊下半場》     | 最佳樂團獎         | 《進擊下半場》                         | 提名 |
| 2018 | 第55屆金馬獎              | 《小美》           | 最佳原創電影歌曲   | 曲、演唱：〈迴光〉                     | 提名 |
| 2020 | 第31屆金曲獎              | 《無名英雄》       | 年度專輯獎         | 《無名英雄》                           | 提名 |
| 2020 | 第31屆金曲獎              | 《無名英雄》       | 最佳台語專輯獎     | 《無名英雄》                           | 提名 |
| 2020 | 第31屆金曲獎              | 《無名英雄》       | 最佳專輯製作人獎   | 《無名英雄》                           | 提名 |
| 2020 | 第31屆金曲獎              | 《無名英雄》       | 最佳樂團獎         | 《無名英雄》                           | 獲獎 |
| 2020 | 第31屆金曲獎              | 《無名英雄》       | 年度歌曲獎         | 〈雙城記〉                             | 提名 |
| 2023 | 新加坡亞洲內容大獎        | 《我願意》         | 最佳男配角銅獎     | 《我願意》                             | 獲獎 |
| 2023 | 第58屆金鐘獎              | 《我願意》         | 戲劇節目男配角獎   | 《我願意》                             | 獲獎 |
| 2021 | 第1屆 PlayMusic Awards    | 〈百年追求〉       | 年度獨立音樂歌曲   | 〈百年追求〉                           | 獲獎 |
| 2023 | 第14屆金音創作獎          | 《家和萬事興》     | 最佳搖滾歌曲獎     | 〈人間條件〉                           | 提名 |
| 2024 | 第35屆金曲獎              | 《家和萬事興》     | 年度專輯獎         | 《家和萬事興》                         | 提名 |
| 2024 | 第35屆金曲獎              | 《家和萬事興》     | 最佳台語專輯獎     | 《家和萬事興》                         | 提名 |
| 2024 | 第35屆金曲獎              | 《家和萬事興》     | 最佳樂團獎         | 《家和萬事興》                         | 提名 |
| 2024 | 第35屆金曲獎              | 《家和萬事興》     | 年度歌曲獎         | 〈家和萬事興〉                         | 提名 |